# Ідарізій
Ідарізій (грец. Ίνταριτς, Ідар, Ідарій) — вождь антів, представник знаті Антського союзу. Згадуваний в 560-ті рр., батько Мезамира та Келагаста.

## Письмові свідчення
Ідарізій — член одного із знатних родів, можливо вождь антських племен. Згаданий візантійським істориком Менандром Протектором у зв'язку боротьби слов'ян з кочовим плем'ям аварів у 2-й половині VI ст., як батько посла Мезамира. Опинившись в скрутному становищі, анти змушені були відправити до аварів посланника Мезамира з проханням про викуп деяких полонених. У ставці аварського кагана Мезамира було вбито і «володарі антські були поставлені в тяжке становище і втратили свої надії» (Менандр).
В історичних працях Менандра VI століття про Ідарія згадується в одному рядку. В грецькому варіанти «Μεζαμηρος ο Ιδαριζιον, Κελαγαστον αδελφος», що перекладається «Мезамира сина Ідарізієва, брата Келагаста». І є єдиною писемною згадкою. 
Вожді антські доведені були до тяжкого становища і втратили свої надії. Авари грабували і спустошували їх землю. Пригнічені нападами ворогів, анти відправили до аварів посланника Мезамира, сина Ідарізієва, брата Келагаста, і попросили допустити їх викупити деяких полонених з свого народу.  

## Припущення істориків
Ю. В. Коновалов трактує повідомлення Менандра як перша згадка про наявність у слов'ян князівських родів, династій. У візантійських текстах VI-VII ст. цей випадок є унікальним.
В. В. Мавродін, розглядаючи відомості Менандра про Ідарія та його синів, включав їх до свідчень зародження у предків східних слов'ян державності. Зіставляючи свідчення Менандра і Прокопія Кесарійського, який писав про більш ранні події VI століття, історик дійшов висновку, що навала авар, що обрушилася на Північне Причорномор'я в 550-х — на початку 560-х років, призвела до значних змін у становищі військової знаті. Князі та їхні дружини стали грати більшого значення у питаннях управління союзом племен, ніж вічові традиції. Серед таких військових вождів було й сімейство Ідарізія. В. Мавродін припустив, виходячи зі слів Котрагіра, що Ідаровичі узурпували владу над антами і що правління мало спадковий характер.
Російський історик Андрій. М. Сахаров розглядає посольство Мезамира в контексті відомостей про дипломатичні відносини антів з іншими народами. Межемир діяв від імені племінного союзу на користь одноплемінників. Такий статус Мезамира говорить про зародження державних відносин у слов'ян.